# Journal of Chemical Physics
Journal of Chemical Physics (Tạp chí Vật lý Hoá học) là một tạp chí khoa học do Viện Vật lý Hoa Kỳ (American Institute of Physics) xuất bản, đăng tải các tài liệu nghiên cứu về vật lý hóa học . Hàng năm tạp chí xuất bản hai tập, mỗi tập trong 24 số.
Tạp chí được thành lập năm 1933 khi ban biên tập Journal of Physical Chemistry từ chối xuất bản các công trình lý thuyết .
Các biên tập viên trưởng :
- 2008-nay: Marsha I. Lester
- 2007-2008: Branka M. Ladanyi
- 1998-2007: Donald H. Levy
- 1983-1997: John C. Light
- 1960-1982: JW Stout
- 1958-1959: CA Hutchison
- 1956-1957 (Quyền): JE Mayer
- 1953-1955: Clyde A. Hutchison, Jr.
- 1942-1952: Joseph Edward Mayer
- 1933-1941: Harold Urey